# امولد

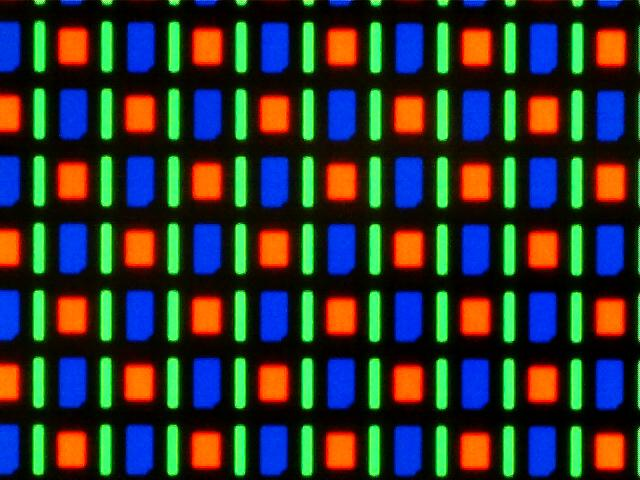
تصویر بزرگ‌نمایی شده از صفحه نمایش امولد در تلفن هوشمند نکسوس وان با استفاده از سیستم RGBG خانواده پنتایل ماتریکس

اَمولِد (دیود نوراَفشان آلی ماتریس فعال) یا اَموال‌ئی‌دی (انگلیسی: Active-Matrix Organic Light-Emitting Diode؛ به اختصار AMOLED ‎/ˈæmoʊˌlɛd/‎) نوعی فناوری دستگاه نمایش اولِد است. اولِد نوع خاصی از فناوری نمایشگر لایه نازک است که در آن ترکیبات آلی مواد الکترولومینسانس را تشکیل می‌دهند و ماتریس فعال به فناوری آدرس دهی پیکسل‌ها اشاره دارد.
از سال ۲۰۰۷، فناوری اَمولد در تلفن‌های همراه، مدیا پلیرها، تلویزیون‌ها و دوربین‌های دیجیتالی استفاده و به پیشرفت خود به سمت کم مصرف‌تر، کم هزینه‌تر، وضوح بالا و اندازهٔ بزرگ‌تر اپلیکیشن‌ها (به عنوان مثال وضوح ۸۸ اینچ و ۸کی) ادامه داده‌است.

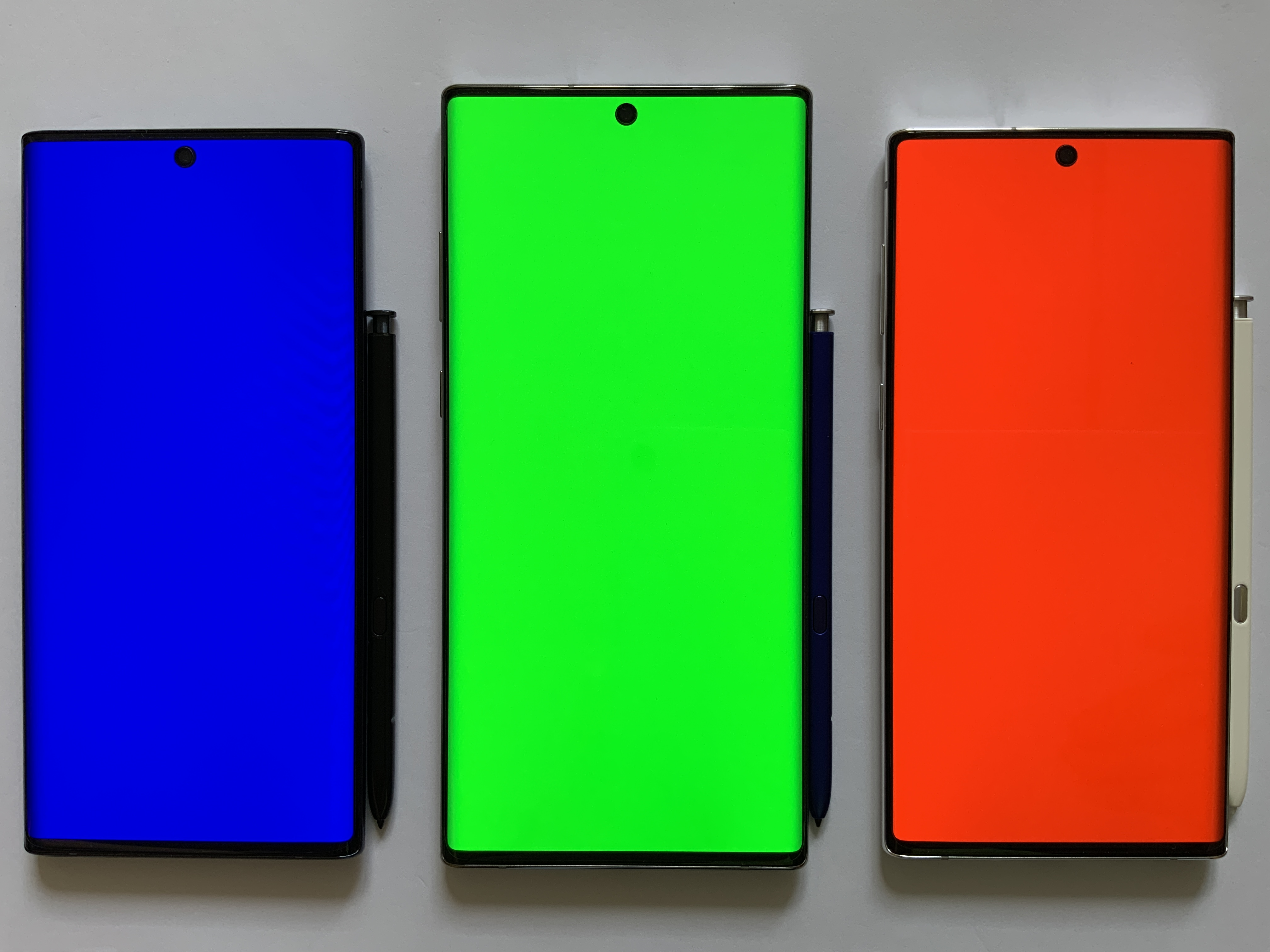
نمایشگرهای داینامیک اَمولد مورد استفاده در گوشی‌های هوشمند سامسونگ گلکسی سری نوت، سامسونگ گلکسی سری اس و شیائومی می ۱۱. این تصویر با سامسونگ گلکسی نوت ۱۰ گرفته شده‌است.

## پیشینه
اَمولد در سال ۲۰۰۶ توسعه یافت. سامسونگ اس‌دی‌آی یکی از سرمایه‌گذاران اصلی در این فناوری بود، اگرچه بسیاری از سازندگان نمایشگر دیگر نیز در حال توسعه آن بودند. یکی از اولین محصولات الکترونیکی با نمایشگر اَمولد، گوشی موبایل اِس۸۸ بن‌کیو-زیمنس و در سال ۲۰۰۷، پخش‌کننده رسانه قابل حمل آیریور کلیکس ۲ بود. این فناوری در سال ۲۰۰۸ در نوکیا ان۸۵ و سپس سامسونگ i7110 به‌کار گرفته‌شد - هر دو نوکیا و سامسونگ الکترونیکس از اولین پذیرندگان این فناوری در تلفن‌های هوشمند خود بودند.

## مزایای امول
این نوع صفحه نمایش برای فیلمهای پرتحرک و حرکات سریع و روان مناسب هستند زیرا پیکسلهای نمایشگر امولد با
سرعتی معادل ۳ برابر سرعت فیلمهای معمولی خاموش و روشن می‌شوند. همچنین نمایشگرهای امولد دارای زاویه دید
عالی هستند زیرا به دلیل ساختار تیافتی هر پیکسل نور بیشتری را از خود گسیل می‌کند

## معایب امولد
نمایشگرهای امولد در کنار مزایایی که دارند معایبی نیز دارند که عبارتند از:
1. فرسودگی سریعتر نسبت به LED
2. پر هزینه
3. کاهش دید در هنگام تابش مستقیم نور خورشید
4. بازدهی کمتر
5. احتمال بیشتر در خرابی صفحه نمایش، زیرا هر پیکسل نور بیشتری را از خود گسیل می‌کند